# Mittsverigebanan

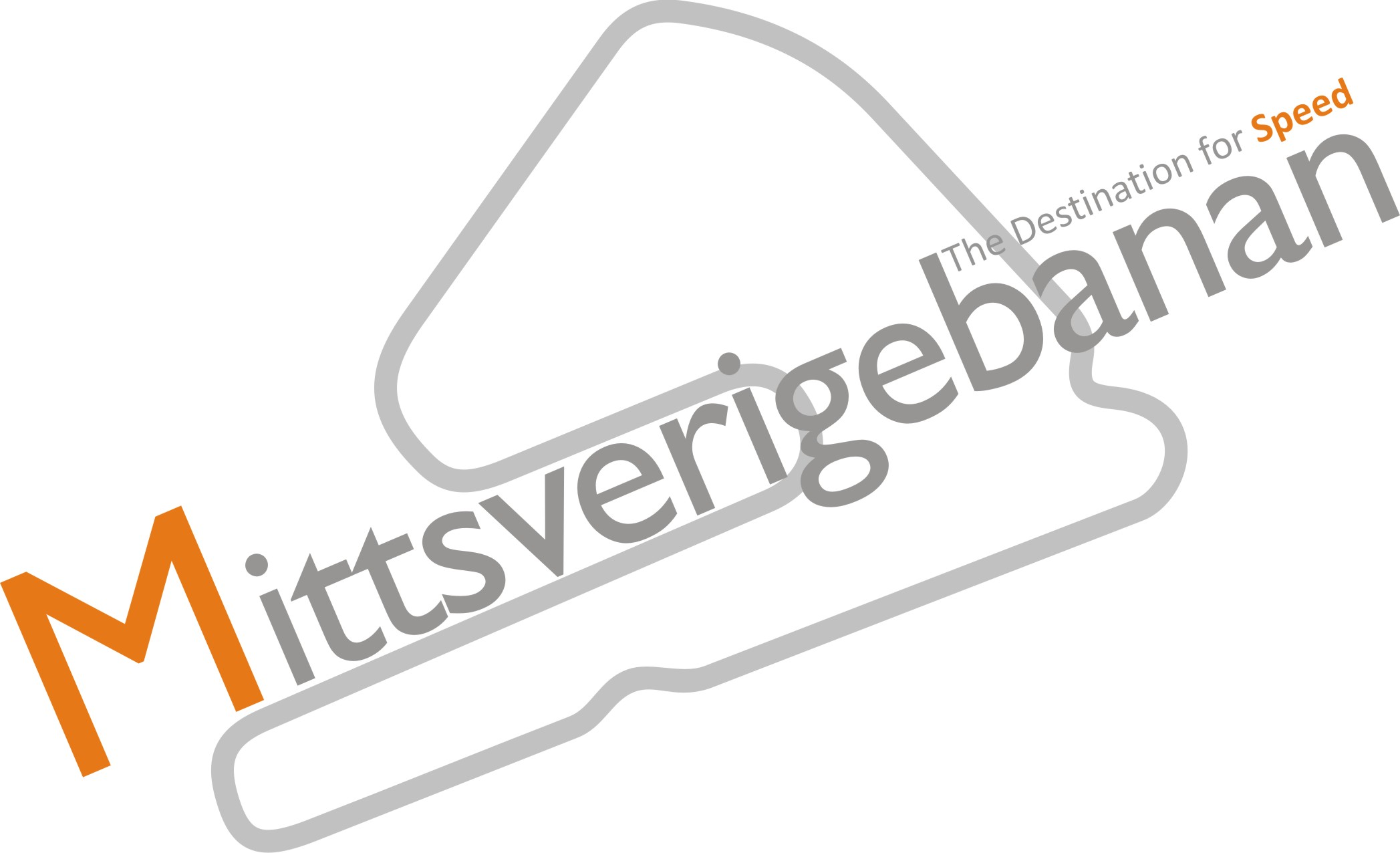

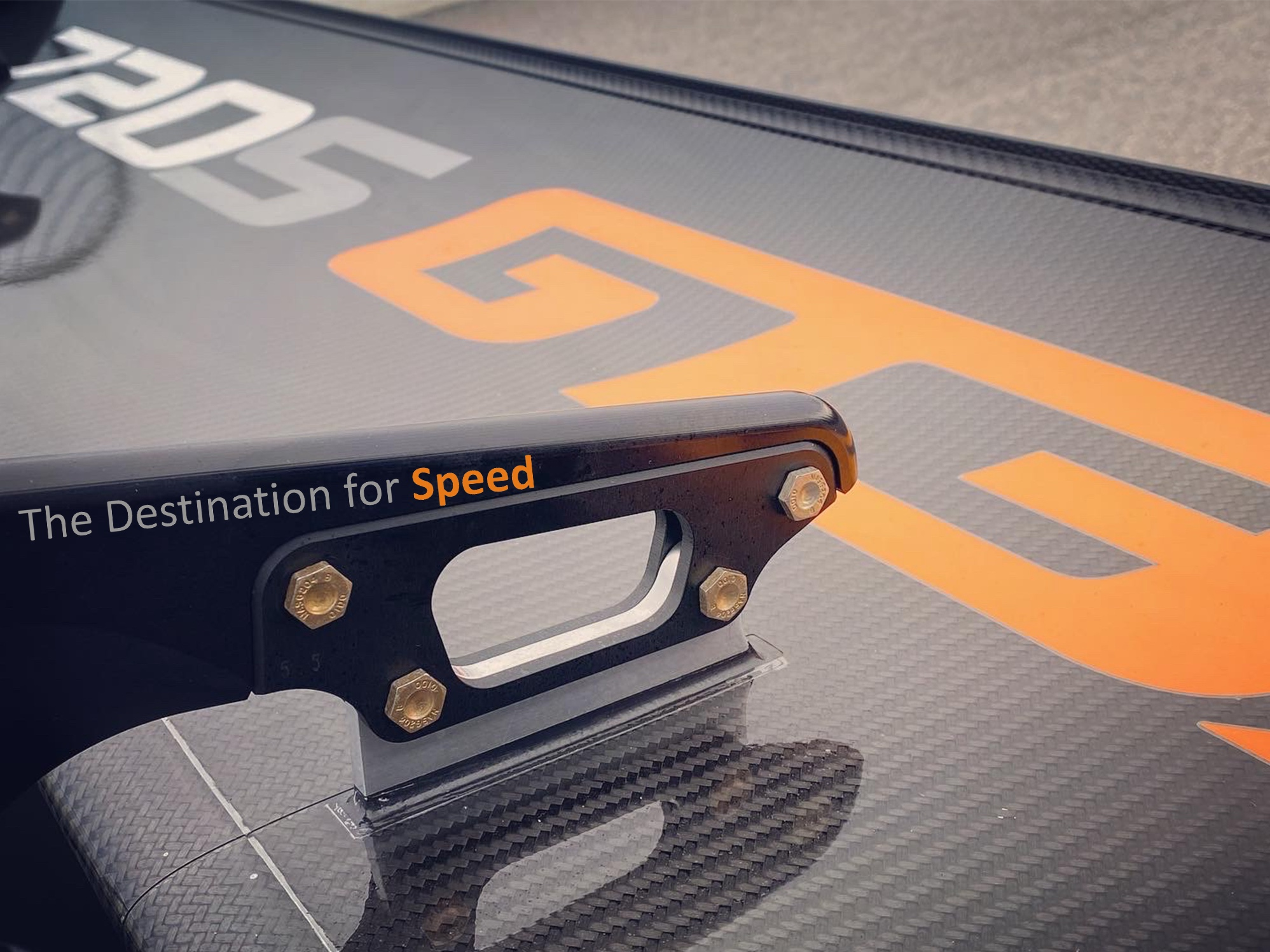
McLaren 720S GT3X - The Destination For Speed

Mittsverigebanan är en racerbana för bil, mc och gokart. Den är belägen direkt vid E4:an ca 6 kilometer söder om Härnösand och 45 kilometer norr om Sundsvall.
Banan är 2 000 meter lång och är godkänd för träning och tävling inom bland annat roadracing, banracing, gokart och drifting. Arbetet med att bygga Mittsverigebanan påbörjades i början på 90-talet och banan öppnade 1997. 

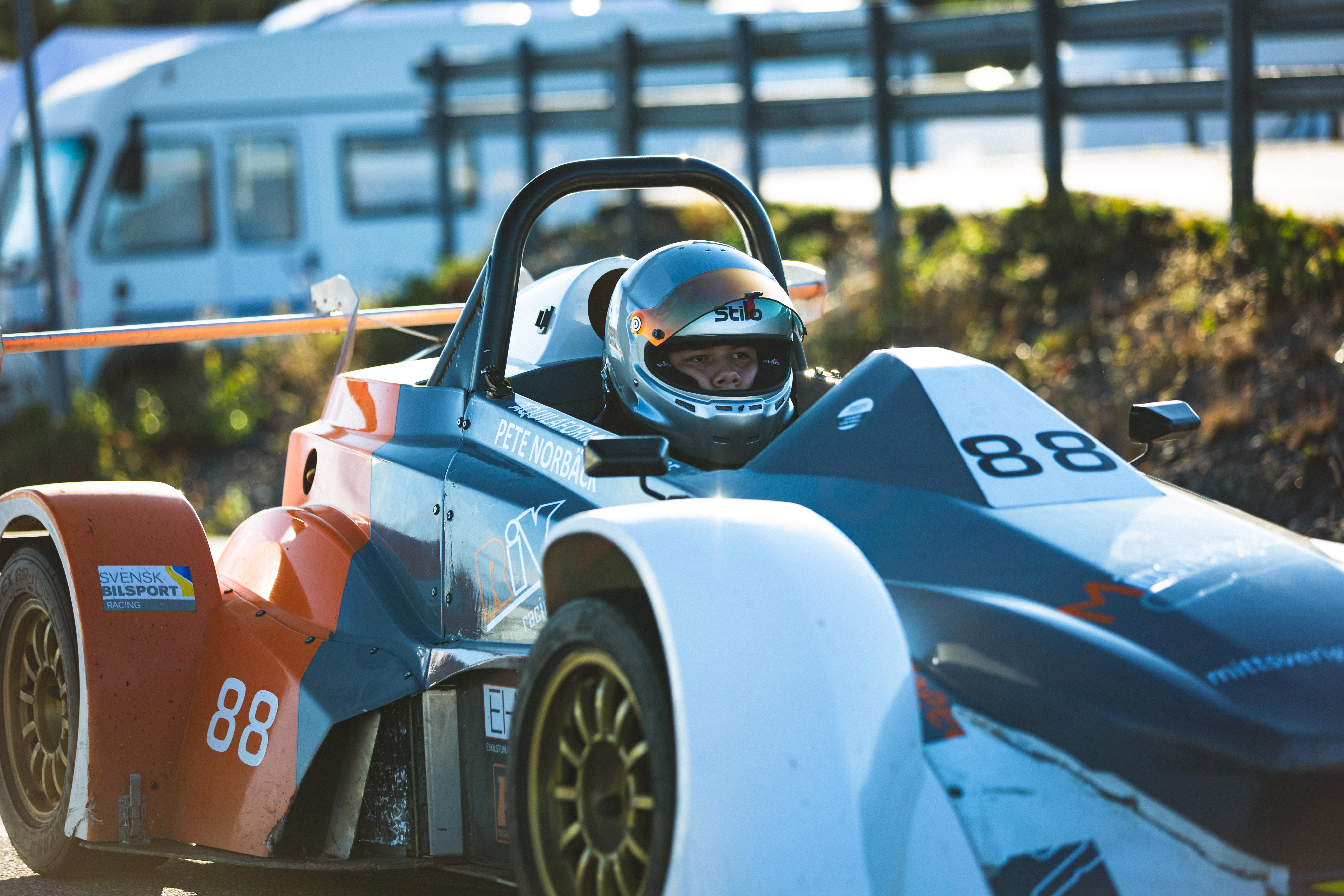
Pete Norback, Aquila Formula 1000 driver with Mittsverigebanan as home base

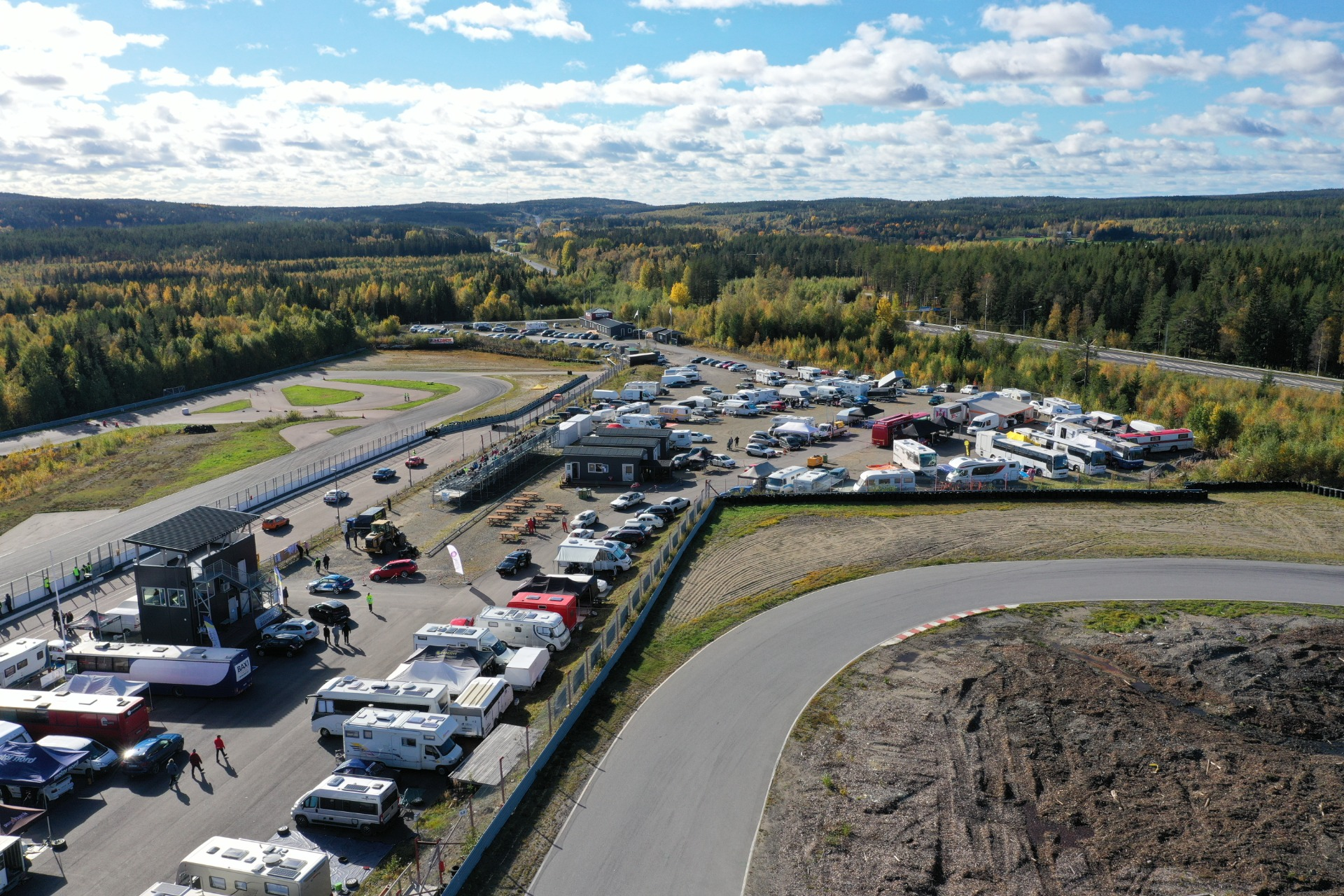
MittsverigeKnallen 2021

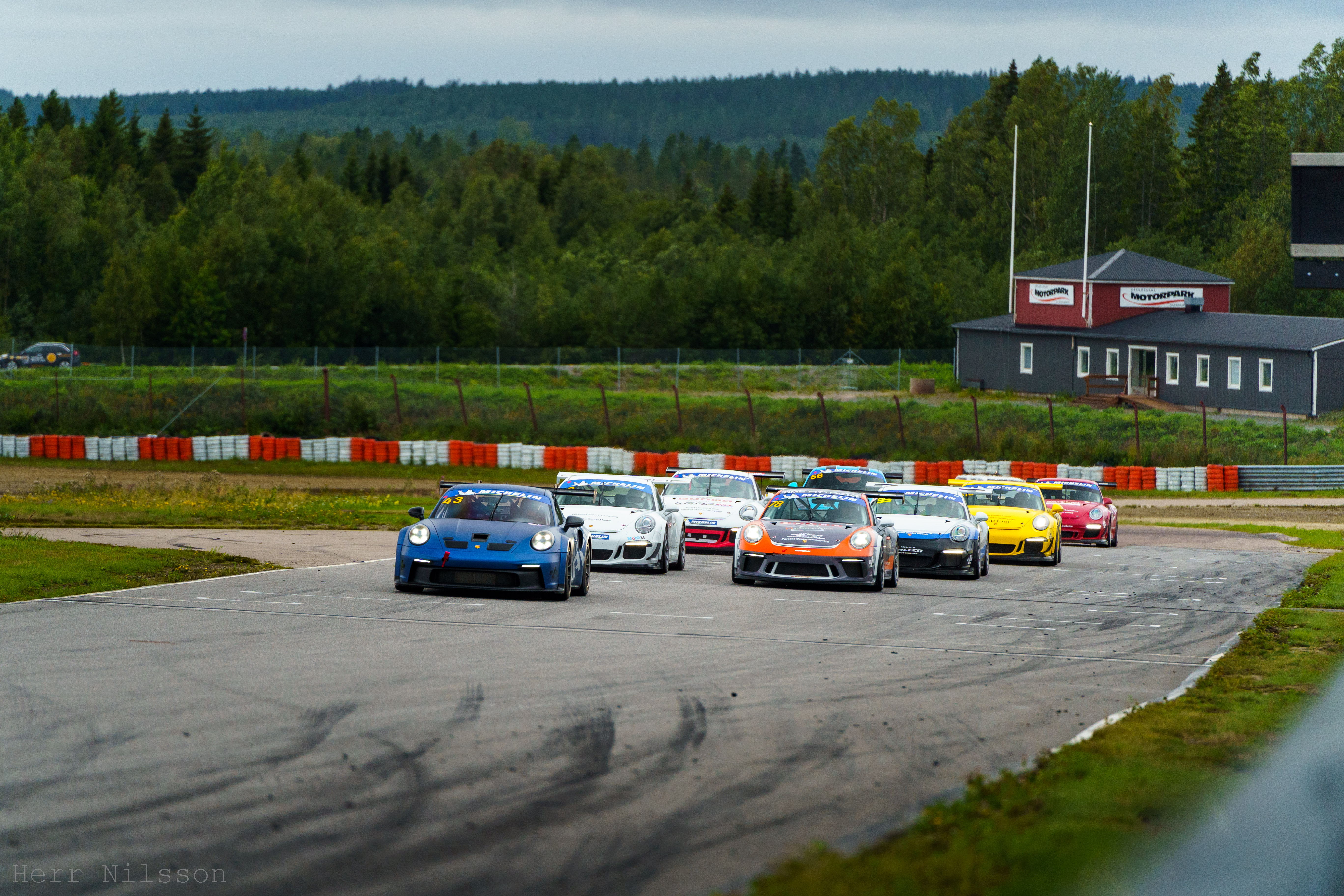
Start Porsche Sports Cup final Mittsverigebanan 2023

Den nuvarande ägarkonstellationen förvärvade anläggningen 2017 i bolaget Norrlands Motorpark AB och har sedan dess investerat ca 4 miljoner för att skapa en säker och modern motorsportanläggning. Bland annat har den egenutvecklade system för full videoövervakning, digitala posteringljus och huvudpostering samt RFID för fordon- och föraridentifiering vid endurance-lopp och kan därigenom styra all flaggning, tidtagning, förarbytesövervakning etc. enkelt och säkert med låg bemanning direkt från race control.
Banan används i första hand till banracing, roadracing, gokart och drifitng, men även en hel del andra evenemang såsom trackdays, företagsevent och utbildning görs. 